# Мови поліфункційні полінаціональні
Поліфункційні полінаціональні мови — це мови, що функціонують у своїй державі і ще в кількох унаслідок переселення людей чи поширення самих мов. До цього типу мов належать англійська, німецька, арабська, французька, іспанська, португальська. Англійська мова має п'ять варіантів — британський, американський, канадський, австралійський і новозеландський. Вона є державною ще в 25-ти країнах і однією з двох державних — у 19-ти країнах. Німецька мова має швейцарський, австрійський, люксембурзький та ліхтенштейнський варіанти. Арабська є державною в 19-ти країнах, а в 3-х функціонує як друга державна. Французька мова має статус державної або другої державної в 25-ти країнах. Іспанська поширена, крім Іспанії, майже в усій Латинській Америці. Поліфункційні мононаціональні і поліфункційні полінаціональні мови є найпрестижнішими: їх вивчають у загальноосвітніх школах і вищих навчальних закладах усього світу, використовують у міжнародних інституціях. Найпоширеніші мови цих типів, зокрема англійська, французька, російська, іспанська, китайська та арабська офіційно кваліфіковані як світові в ООН, де ними активно послуговуються.